# Правила игры в снукер
Игра в снукер ведётся ударами битка по шарам на столе — двумя (или более) игроками, которые, по очереди выполняя удары, пытаются набрать больше очков, чем противник, в рамках правил игры.

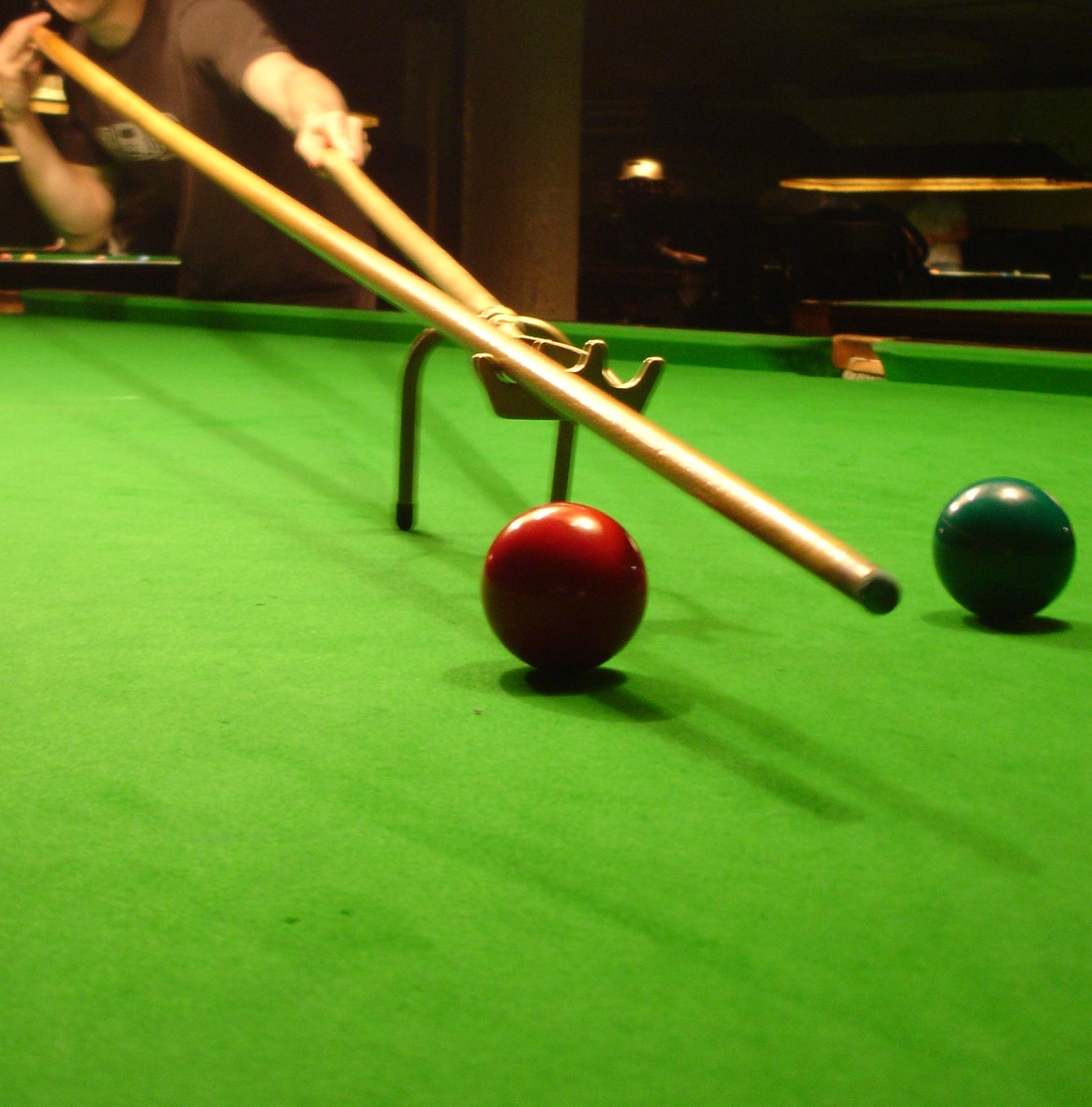
Игра при помощи высокого реста (extended spider rest)

## Оборудование

### Стол
Игра ведётся на прямоугольном столе размерами:
- длина — 11 футов и 8 дюймов ± ½ дюйма (3569 мм ± 13 мм)
- ширина — 5 футов 10 дюймов ± ½ дюйма (1778 мм ± 13 мм)
- высота — 2 фута 9 ½ дюйма (851—876 мм)
- высота от игровой поверхности до верхней грани борта — 39 — 40 мм

Стол оборудован шестью лузами: четыре лузы располагаются в каждом углу стола, две лузы располагаются в середине каждого длинного борта. Размеры луз должны соответствовать шаблонам, утвержденным Всемирной ассоциацией профессионального бильярда и снукера.
На стол натянуто сукно, и игровая поверхность размечена определённым образом. На расстоянии 29 дюймов (737 мм) от короткого борта проведена прямая линия — болкерная линия. Посередине болкерной линии расположен сектор-D радиусом 11 дюймов (279 мм). Позиции всех цветных шаров отмечены точками. Короткий борт стола ближе к болкерной линии называется ближним, а противоположный, соответственно, дальним концом стола.

### Шары
Комплект для игры состоит из 15 красных шаров, шести цветных и одного белого шара — битка. Все шары диаметром 21⁄15 дюйма (52,5 мм). Цветные шары устанавливаются на свои отметки на столе, а красные — в треугольную пирамиду под отметкой розового ближе к дальнему борту.
«Стоимость» шаров:
- красный — 1 очко;
- жёлтый — 2 очка;
- зелёный — 3 очка;
- коричневый — 4 очка;
- синий — 5 очков;
- розовый — 6 очков;
- чёрный — 7 очков.

### Кий и прочее оборудование
Игра ведётся кием, который должен быть не короче 3 футов (914 мм). Используют также особые удлинители кия и машинки (англ. rest) для игры, позволяющие сыграть шары в труднодоступных местах.

## Игра

### Цель
Ударом белого шара (битка) в прицельный шар направить его в одну из шести луз. В случае, если шар сыгран в соответствии с правилами, игрок записывает на свой счёт стоимость шара.

### Регламент

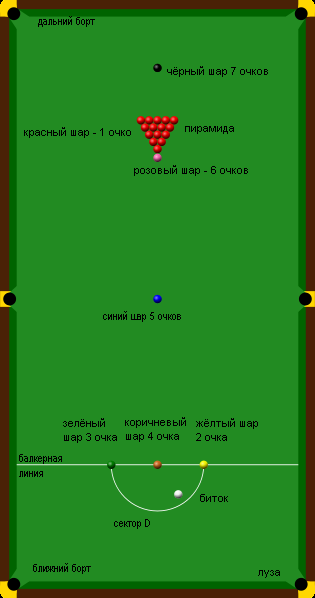
Снукерный стол. Шары на своих отметках в начальной позиции фрейма

Фрейм — стартует с начального удара игрока, определяемого жребием, в исходной позиции шаров и заканчивается сыгрыванием всех шаров (клиренс — англ. clearance — расчистка), или когда поражение одного из игроков будет признано в соответствии с правилами. В дальнейших фреймах начинающий игрок определяется простым чередованием.
Игра — состоит из нечётного числа фреймов, победа в игре присуждается тому игроку, который выиграет столько фреймов, что, даже если проиграет все остальные, то уже не проиграет игру. Например, при игре до 25 фреймов победа присуждается тому из игроков, который первым выиграет 13 фреймов.
Матч — состоит из определённого организаторами соревнований количества игр, которые могут проводиться по олимпийской, круговой или иной системе.

### Фрейм
Фрейм начинается с разбоя (начального удара) битком пирамиды красных шаров. Разбой производится «ударом с руки» из любого места сектора D. В принципе, игрок может уже с разбоя отправить красный шар в лузу, однако это считается неудачным началом игры — продолжение серии, как правило, маловероятно, а противник при стечении обстоятельств получает шанс начать свою серию. После разбоя право удара переходит ко второму игроку, и его задача в качестве очередного шара забить красный. После того, как забит красный, один из шести цветных должен быть избран как очередной — перед ударом по цветному игрок должен назвать судье, какой цветной шар он будет забивать. Если следующий цветной шар очевиден, то это делать необязательно. Заказанный таким образом цветной (и только он) является очередным для данного удара.
Таким образом, последовательность забивания шаров на протяжении большей части фрейма — это «красный — цветной». При этом забитый красный шар на стол не возвращается, а цветной выставляется обратно на свою отметку в соответствии с правилами. После последнего забитого шара красного цвета забивается любой цветной шар, и после этого остальные цветные должны забиваться в порядке возрастания их стоимости: жёлтый, зелёный, коричневый, синий, розовый, чёрный.
Непрерывная последовательность забитых шаров одним игроком называется серией или брейком (англ. break — прорыв). В идеале серия может состоять из 15 красных шаров + 15 чёрных + 6 цветных = 15×(7+1) + 27 = 147 очков. Это так называемая максимальная серия (англ. maximum break). На практике, однако, игроки могут набирать и больше очков из-за штрафов и правила свободного шара. Очередным ударом игрок может забить более одного красного шара, при этом получит на счёт столько очков, сколько красных шаров он забил. Но если очередной шар цветной, то игрок имеет право забивать только один шар. Также нельзя забивать цветной ударом через шар (используя так называемый плант).
В случае, если очередным ударом игрок не набрал очков или допустил фол (ошибку), очередь удара переходит к другому игроку. Если на столе есть красные шары, то игрок начинает свою серию с удара битком по красному шару (за исключением ситуации свободного шара). Если остались только цветные, то начинает с самого дешёвого шара.

### Удар

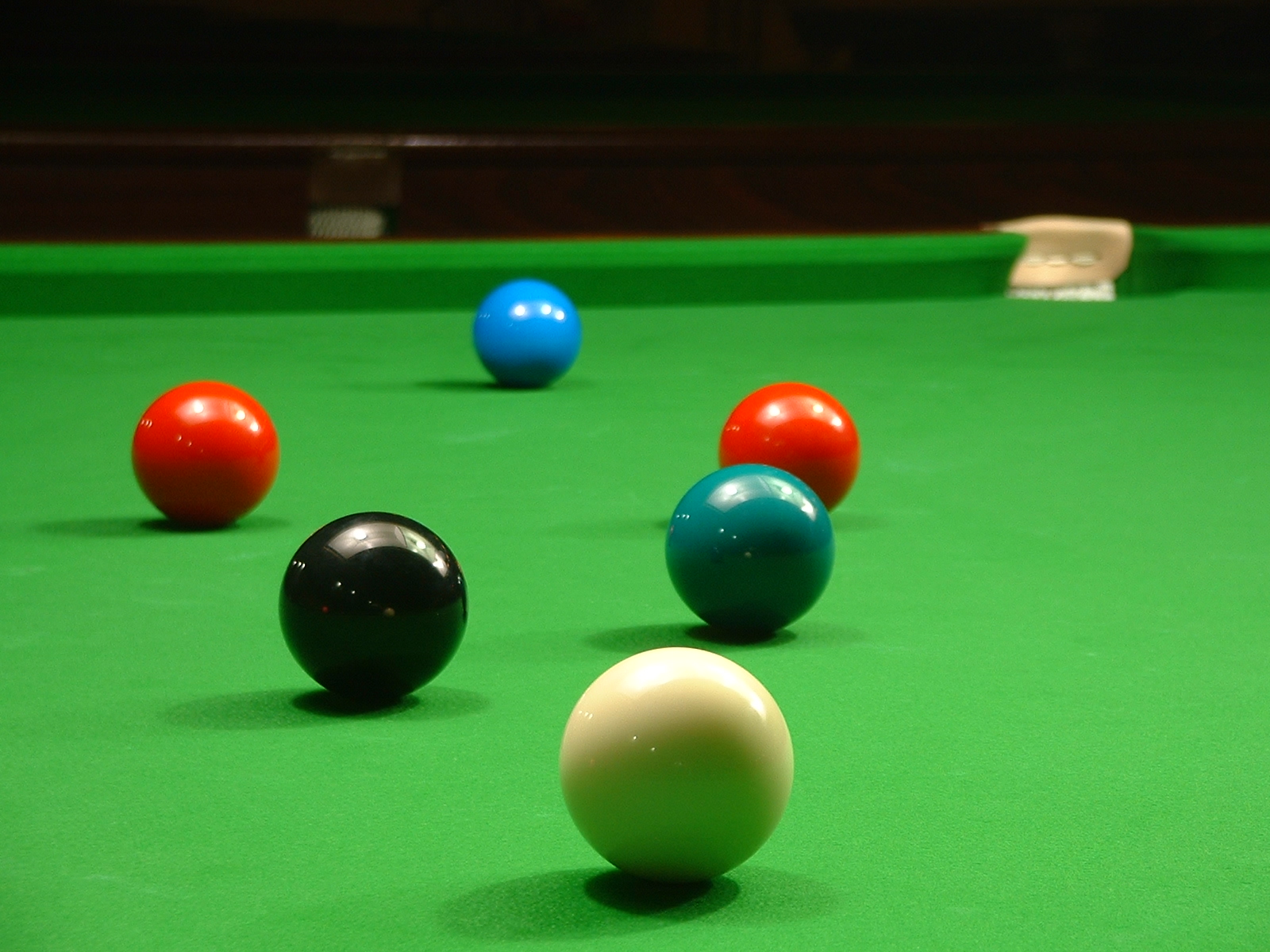
Снукер на двух красных

При каждом ударе игрок должен делать всё возможное для того, чтобы попасть битком по очередному шару. При непопадании судья фиксирует промах и, как правило, повтор удара (англ. foul and a miss). При этом, даже если игрок в итоге не попадает по очередному шару, судья может решить, что попытка была максимально хорошая и не назначить повтор удара. Не разрешён перескок шара (как битка, так и очередного шара), так что он перескакивает другие, неочередные шары. Если при ударе кий (его наклейка или другая часть) после соприкосновения с битком продолжает контакт
- с битком;
- с очередным шаром,

такая ситуация должна быть квалифицирована судьёй как «пропих» и наказываться фолом. Если судья считает, что игрок тратит слишком много времени на удар, то он может предупредить игрока, что в случае, если он не будет играть быстрее, то он присудит победу во фрейме противнику.

### Конец фрейма
Фрейм заканчивается, когда:
- Один из игроков признаёт себя побеждённым, так как разница в счёте настолько велика, что никакое разумное количество снукеров и последовавших за ним штрафных очков не позволят ему догнать противника[3].
- Одним из игроков забит розовый, и на столе остался только чёрный шар. Если перевес этого игрока более 7 очков, то он признаётся победителем, и забивать последний чёрный необязательно.
- Забит последний чёрный, или допущен фол при его сыгрывании. Если только счёт не стал в результате равным, то игрок, у которого больше очков, признаётся победителем.
- Происходит фол одного из игроков, из-за которого судья может признать поражение во фрейме. Например, если игрок 3 раза не попал по свободно доступному (то есть видимому по крайней мере в минимальную резку) для удара шару.

Если после забивания последнего чёрного или фола при его сыгрывании наступает равновесие в счёте, то возникает так называемая переигровка в чёрном (англ. respotted black). В этом случае чёрный шар выставляется на свою отметку, игроки жребием определяют первого бьющего. Первый бьющий бьёт из сектора D. Игроки сыгрывают чёрный поочерёдно до результативного сыгрывания (забития в лузу) или фола.

## Игровые ситуации

### Возврат шаров на стол
При возврате цветных шаров на свою отметку действуют следующие правила:
- Если отметка свободна, то шар возвращается на свою отметку.
- Если отметка занята, то цветной шар возвращается на свободную отметку наибольшего по стоимости шара.
- Если нет свободных отметок, то шар возвращается на место на столе вдоль линии, параллельной длинному борту стола, которая как можно ближе к его отметке и дальше от дальнего короткого борта.

В любом случае выставляемый на стол шар не должен касаться других шаров.

### Соприкасающийся шар
Соприкасающийся шар (англ. touching ball) определяется, если биток после очередного удара вошёл в соприкосновение с шаром (или несколькими шарами), который является или может являться очередным. Судья объявляет «соприкасающийся шар(ы)» и указывает на очередной (или потенциально очередной) шар (или несколько шаров), который соприкасается с битком. Если биток соприкасается с несколькими шарами, при этом некоторые из них не являются очередными, то судья указывает только на очередные соприкасающиеся шары.
Если судья объявил соприкасающийся шар, то игрок свой очередной удар должен нанести по направлению от такого шара. Если соприкасающийся шар являлся очередным и не пошевелился, то фол не фиксируется. Если соприкасающийся шар мог быть очередным, но игрок заказал и сыграл в иной шар и при этом соприкасающийся шар не пошевелился, то фол также не фиксируется.
Если соприкасающийся шар в результате удара пошевелится, то будет зафиксирован пропих и фол. Фол не будет зафиксирован, если судья считает, что смещение соприкасающегося шара произошло не по вине бьющего игрока.
Хотя ситуация «соприкасающегося шара» относится только к очередным шарам и шарам, которые могут быть очередными, игрок, тем не менее, имеет право осведомиться у судьи, соприкасается ли биток с неочередным шаром.

### Шар на краю лузы
В игре возможны ситуации, когда шар падает в лузу без попадания по нему другого шара, если он расположен на самом краю лузы. Если это произошло в момент удара, но шар на краю лузы (красный или цветной) не был вовлечён в удар, то он выставляется обратно и засчитываются очки, как если бы он был забит с игры. Если же шар, стоящий на краю, был вовлечён в правильный удар (без фола), то, если он помешал своим падением удару — он выставляется обратно, и позиция восстанавливается. В случае фола игрок получает полагающийся штраф, упавший шар возвращается на стол, и позиция восстанавливается.
После удара обычно судья выжидает 4-5 секунд и, если шар падает, то падение засчитывается, если нет — то право удара переходит другому игроку.

### Снукер
Биток попадает в положение снукера (англ. snooker — длинноносый), когда после удара очередной шар не виден полностью, а на линии, соединяющей биток и очередной шар, расположены неочередные шары. Если в момент удара оба края очередного шара доступны для прямого удара битком, то он не находится в снукере. Очередной шар может быть закрыт и другими очередными шарами (красными, если удар по красному) или краем губки лузы. В этом случае снукера также нет.

### Свободный шар

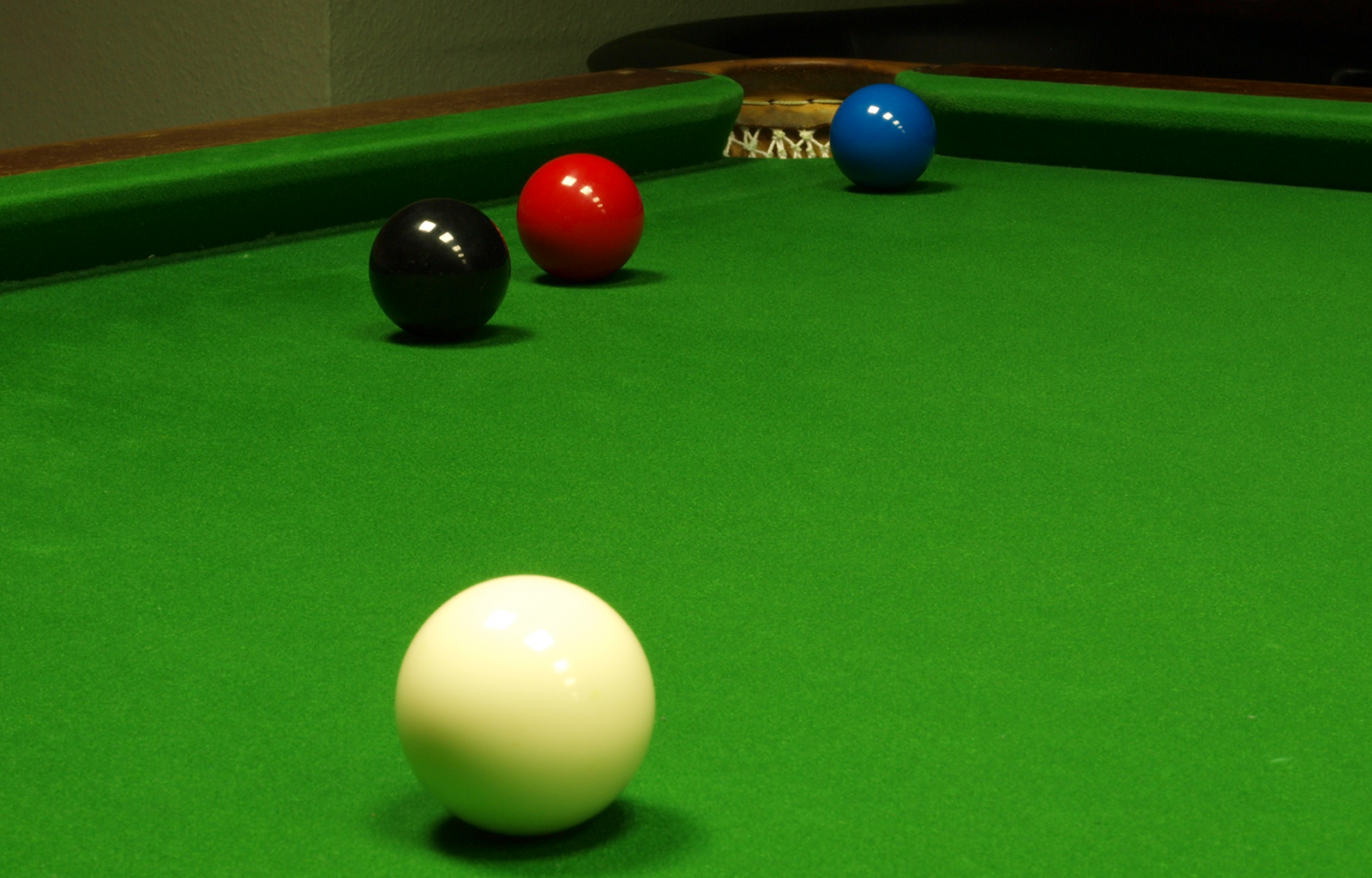
Возможная ситуация «свободного шара». Красный шар не виден в полный контакт с обеих сторон. Игрок может выбрать в качестве свободного шара, например, зелёный

Судья фиксирует свободный шар (англ. free ball) в случае, когда после фола (ошибочного удара) биток попадает в снукер. Противник сфолившего игрока, к которому перешла очередь удара, может заказать в качестве очередного шара любой из стоящих на столе. При этом заказанный шар будет иметь стоимость красного шара или, в случае, если все красные уже забиты, стоимость очередного цветного шара.
Например, пытаясь выйти из снукера, игрок A не попал битком по очередному красному шару. В результате удара красный шар замаскирован другими неочередными шарами. Очередь переходит к игроку B, и судья объявляет свободный шар. Игрок В может выбрать любой шар, например, жёлтый. Если он его забивает, то получает одно очко, как за красный, и продолжает игру по очередному цветному согласно правилам. Свободный шар, который возник перед забиванием первого красного шара, может привести к ситуации, когда игрок может набрать в серии более 147 очков.
Если в результате удара шар, заявленный как свободный, замаскирует все красные или (когда на столе уже нет красных) очередной цветной (то есть попадёт в снукер), то фиксируется фол. Это правило не действует, когда на столе остались только розовый и чёрный шары.
Ситуация «свободного шара» допускает сыгрывание цветных через шар (так называемый плант). Например, красных шаров и жёлтого на столе уже нет (то есть очередной цветной — зелёный), объявлен «свободный шар», и бьющий игрок заказал коричневый. При условии, что биток первым касанием попадает именно в коричневый, не будет зафиксирован фол, если будет забит зелёный или если будут забиты оба шара — и зелёный, и коричневый. В обоих случаях бьющий заработает по три очка (стоимость очередного шара), при этом в первом случае зелёный уже не выставляется на свою точку, а во втором случае коричневый будет выставлен.
Если «свободный шар» объявлен, когда на столе ещё есть красные, то при условии, что первым касанием биток попадает в заказанный шар, то, так как этот цветной на этот удар становится равнозначен красному, для продолжения серии можно забить красный, даже не забивая «свободный» цветной, например, через шар. Если забиты «свободный» цветной и ещё один (или несколько) красный, то игрок получит по одному очку за каждый шар и продолжит серию.

### Промах
Бьющий должен стремиться попасть в очередной шар, и если судья посчитает, что игрок не приложил достаточно усилий к попаданию, то объявляет «фол» и «промах» (или «мисс») (англ. foul and a miss). В этом случае противник должен решить, взять ли право следующего удара, заставить промахнувшегося игрока повторить удар из восстановленной позиции или заставить противника бить из сложившейся в результате удара позиции. Если игрок не попадает битком по очередному шару, свободно открытому для удара (не из снукера), то рефери обязан объявить «фол» и «промах», если только одному из игроков до или после удара не были нужны снукеры, чтобы догнать противника.
При игре по свободно открытому шару у игрока есть не более трёх попыток, и после второй неудачной судья должен предупредить игрока о том, что третий промах приведёт к поражению во фрейме.
Правило «промаха» не должно быть способом получить дополнительные очки противнику в ситуации, когда бьющий игрок попал в трудную ситуацию. Скорее, оно важно для предотвращения небрежного или неспортивного поведения игроков. Понятие «промах» не всегда связано с физическим контактом шаров, а в спорных случаях остаётся на усмотрение судьи.

### Восстановление позиции
- Если после «промаха» игрок просит восстановить позицию, то судья должен по возможности точно вернуть расстановку шаров, которая была до удара.
- Если позиция была сложная и сильно изменилась от удара, то судья прикладывает все усилия к тому, чтобы её вернуть. При этом он может консультироваться с обоими игроками. Игроки не имеют права трогать шары, и окончательное мнение о правильности восстановленной позиции остаётся за судьёй. Также судья может консультироваться с рефери-маркером (если он есть), ведущим статистику матча и имеющим в своем распоряжении видео-экран.

### Патовая позиция
Если розыгрыш во фрейме зашёл в тупик, то судья оставляет за собой право остановить фрейм, признать патовую (англ. stalemate) ситуацию и начать фрейм заново. Все результаты патовой партии не фиксируются в протоколе игры, а время этого фрейма вычитается из общего времени матча.

## Штраф
За все фолы полагается штраф в размере от 4 до 7 очков. Штраф устанавливается в размере стоимости очередного шара (но не менее 4 очков), если:
- Допущен кикс, или пропих (то есть нанесено более одного удара по битку) или перескок;
- Обе ноги игрока оторваны от пола в момент удара;
- Биток после удара попал в лузу. При этом биток возвращается на стол, игра продолжается противником ударом битка с руки из «сектора D»:
- Снукер после удара свободного шара.

Штраф устанавливается в размере стоимости очередного шара или затронутого, если он дороже, за:
- удар, когда ещё не все шары прекратили движение, или судья не успел выставить на стол очередной цветной шар;
- попадание в лузу неочередного шара (в частности, падение в лузы более одного цветного шара в ходе одного удара);
- попадание битком первым касанием неочередного шара;
- касание любого шара на столе чем-либо, кроме наклейки кия;
- выбивание любого шара со стола.

Если одновременно нарушено несколько правил, то игрок будет наказан только за одно (самое дорогое) из нарушенных правил.

## Судья
Следит за исполнением правил и должен быть свободен в принятии решений в интересах справедливой игры и спортивного поведения игроков. А также:
- квалифицирует поведение одного из игроков как неспортивное и может определить наказание вплоть до поражения в матче;
- может разрешить одному из игроков отлучиться из зала при необходимости (в перерыве между фреймами);
- попросить зрителей в зале вести себя тише и сдержаннее, если это мешает игре.